# 西九州自動車道

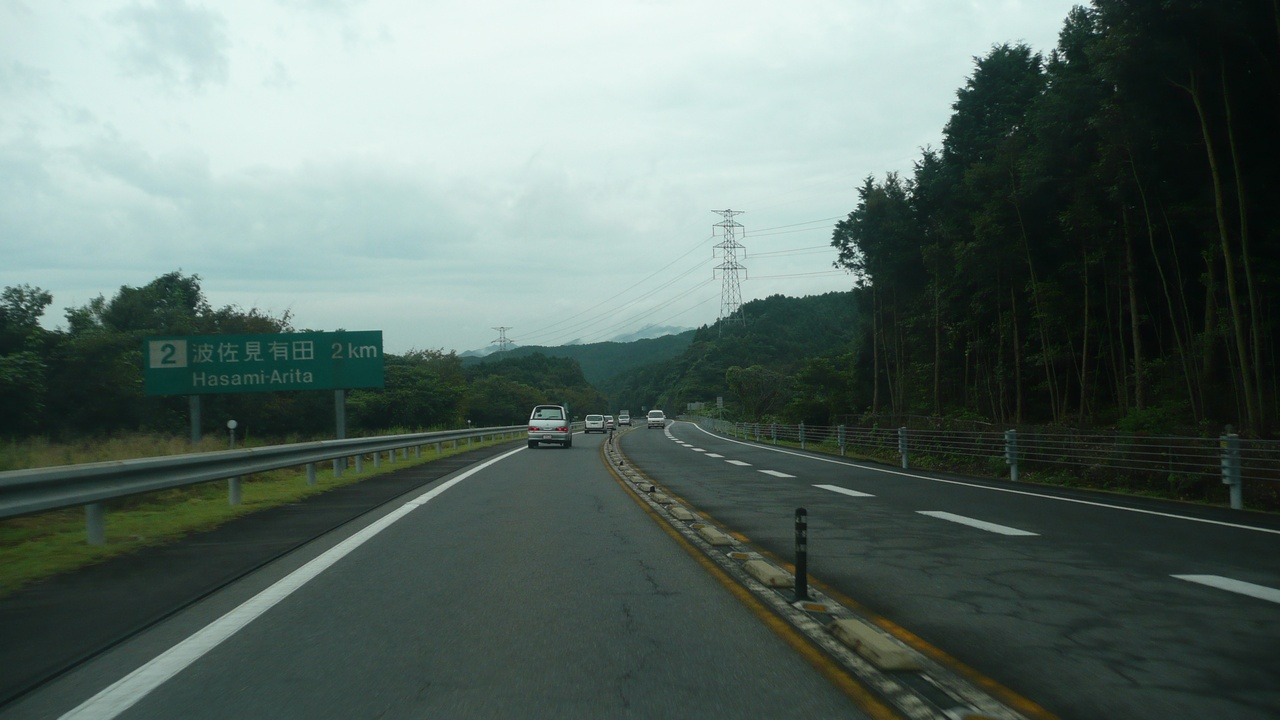
距波佐見有田交流道西2公里之地點（武雄佐世保道路、長崎縣東彼杵郡波佐見町）

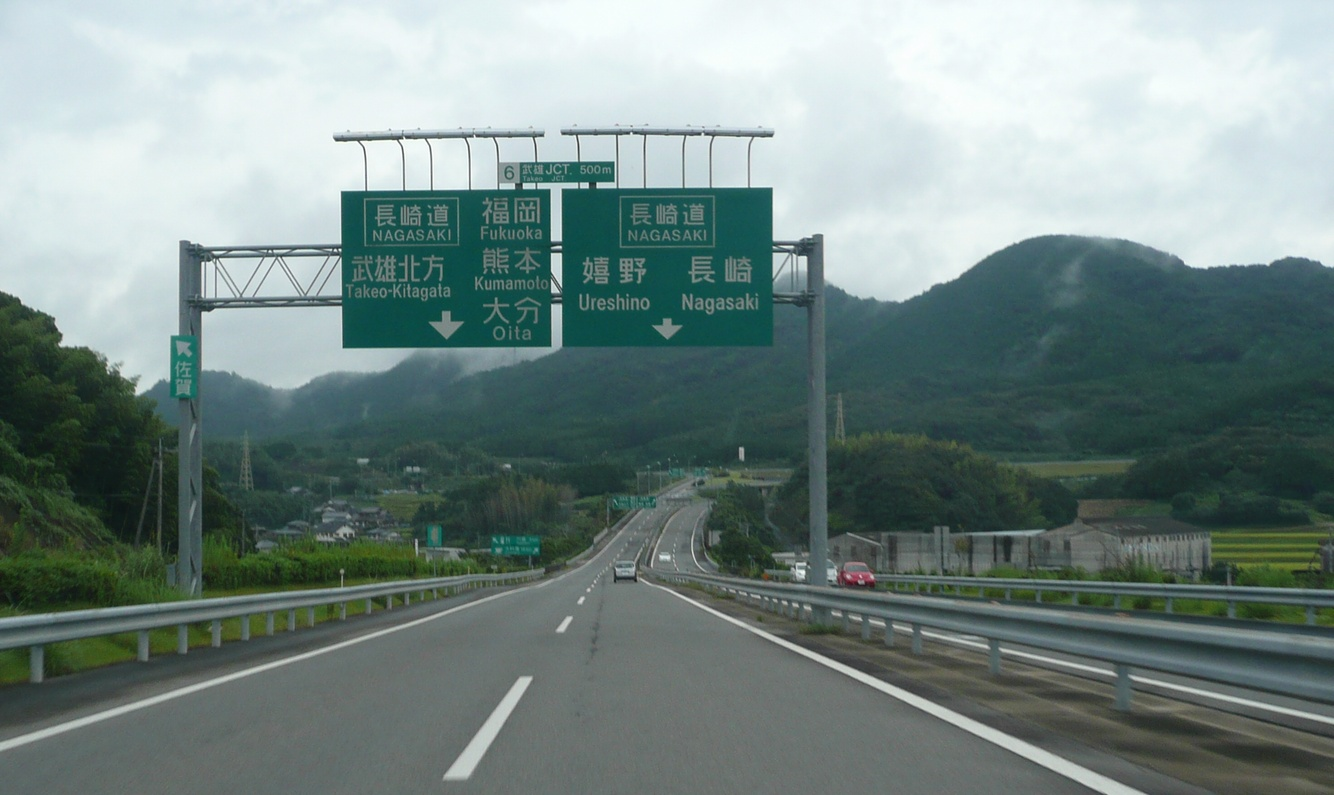
距武雄系統交流道西約500公尺之地點（武雄佐世保道路、佐賀縣武雄市）

西九州自動車道（日语：／ Nishi-Kyūshū jidōshadō */?）起於日本福岡縣福岡市，經佐賀縣唐津市、長崎縣佐世保市等地，於佐賀縣武雄市與長崎自動車道連接，總長約150公里的高速公路（國土交通大臣指定高規格幹線道路（一般國道快速道路））。除部分路段外被指定為國道497號。一般以西九州道（日语：／ Nishi-Kyūshūdō */?）略稱之。
高速公路路線編號被編為 E35 。

## 國道497號
- 起點 ：福岡市
- 終點 ：武雄市（東川登町大字袴野字宮市10147番1武雄南交流道）
- 重要經過地：佐賀縣東松浦郡濱玉町、唐津市、伊萬里市、松浦市、長崎縣北松浦郡江迎町、同郡佐佐町、佐世保市
- 距離 : 105.1 公里（福岡縣 6.7 公里、福岡市 8.1 公里、佐賀縣 42.8 公里、長崎縣 47.5 公里）[2][注釋 1]
- 共線距離 : 無
- 未啟用距離 : 23.5公里（福岡縣 - 公里、福岡市 - 公里、佐賀縣 12.2 公里、長崎縣 11.3 公里）[2][注釋 1]
- 實際距離 : 81.5 公里（福岡縣 6.7 公里、福岡市 8.1 公里、佐賀縣 30.6 公里、長崎縣 36.2 公里）[2][注釋 1]
  - 現道 : 81.5 公里（福岡縣 6.7 公里、福岡市 8.1 公里、佐賀縣 30.6 公里、長崎縣 36.2 公里）[2][注釋 1]
  - 舊道 : 無[2][注釋 1]
  - 新道 : 無[2][注釋 1]
- 指定區間: 福岡市西區拾六町1丁目250號6（福重系統交流道） - 糸島市東字スス町339番（東交差點）〈今宿道路〉、同市二丈鹿家字白石2515號17（二丈鹿家交流道） - 武雄市東川登町大字袴野字宮市10147號1（武雄南交流道）〈佐佐佐世保道路、佐世保道路、武雄佐世保道路〉

## 交流道
- 交流道（IC）編號欄的背景色為■顯示該部分道路已經啟用。設施欄的背景色為■顯示路段未啟用或休止的設施。未開通路段的名稱為臨時名稱（平戶IC與江迎鹿町IC除外）。
- 巴士站（BS），○為使用中，◆為停用中設施。無標示者為未設置巴士站。
- IC為交流道的簡寫，SIC為智慧交流道（日语：スマートインターチェンジ）的簡寫，JCT為公路分岔點（日语：ジャンクション (道路)）的簡寫，SA為服務區的簡寫，PA為停車區（日语：パーキングエリア）的簡寫，TB為公路收費站的簡寫。

| 交流道 編號                                                                 | 中文設施名稱           | 日文設施名稱   | 英文設施名稱 | 接續路線名稱                                                            | 起點 里程 （公里） | 巴士站 | 備註                      | 所在地        | 所在地            | 所在地 |
| --------------------------------------------------------------------------- | ---------------------- | -------------- | ------------ | ----------------------------------------------------------------------- | ------------------ | ------ | ------------------------- | ------------- | ----------------- | ------ |
|                                                                             | 福重JCT                |                |              | 福岡高速環狀線                                                          | 0.0                |        |                           | 福岡縣        | 福岡市 西區       |        |
|                                                                             | 拾六町IC/PA            |                |              | 國道202號（今宿道路）一般部                                             | 0.8                |        | 佐世保方向入口            | 福岡縣        | 福岡市 西區       |        |
| 2.0                                                                         | 拾六町IC/PA            | 佐世保方向出口 |              | 國道202號（今宿道路）一般部                                             |                    |        |                           | 福岡縣        | 福岡市 西區       |        |
| -                                                                           | 福岡西TB               |                |              | -                                                                       | 2.1                |        |                           | 福岡縣        | 福岡市 西區       |        |
|                                                                             | 今宿IC                 |                |              | 國道202號（今宿道路）一般部                                             | 3.5                |        | 只限福岡方向出入口        | 福岡縣        | 福岡市 西區       |        |
|                                                                             | 周船寺IC               |                |              | 國道202號（今宿道路）一般部                                             | 6.6                |        | 只限佐世保方向出入口      | 福岡縣        | 福岡市 西區       |        |
| -                                                                           | 前原TB                 |                |              | -                                                                       | 12.1               |        |                           | 福岡縣        | 糸島市            |        |
|                                                                             | 前原IC                 |                |              |                                                                         | 12.6               |        | 只限福岡方向出入口        | 福岡縣        | 糸島市            |        |
|                                                                             | 暫定出入口（東交差點） |                | /            | 福岡縣道573號本加布里車場線 國道202號（今宿道路）一般部                 | 14.2               |        |                           | 福岡縣        | 糸島市            |        |
| -                                                                           | 二丈IC                 |                | /            | 福岡縣道49號大野城二丈線                                                | 17.4               |        | 興建中                    | 福岡縣        | 糸島市            |        |
| 二丈 - 二丈鹿家（計劃階段評價手續中） 國道202號二丈濱玉道路（當面活用路段） |                        |                |              |                                                                         |                    |        |                           | 福岡縣        | 糸島市            |        |
|                                                                             | 二丈鹿家IC             |                |              | 二丈濱玉道路 福岡方向                                                   | 0.0                |        |                           | 福岡縣        | 糸島市            |        |
|                                                                             | 濱玉IC                 |                |              | 國道323號                                                               | 3.8                |        |                           | 佐賀縣        | 唐津市            |        |
|                                                                             | 唐津IC                 |                |              | 佐賀縣道40號濱玉相知線 佐賀縣道258號半田鬼塚線 佐賀唐津道路（調查路段） | 10.4               |        |                           | 佐賀縣        | 唐津市            |        |
|                                                                             | 唐津千千賀山田IC       |                |              | 佐賀縣道320號千千賀神田線                                               | 14.9               |        |                           | 佐賀縣        | 唐津市            |        |
|                                                                             | 北波多IC               |                |              | 佐賀縣道50號唐津北波多線                                                | 18.4               |        |                           | 佐賀縣        | 唐津市            |        |
|                                                                             | 南波多谷口IC           |                |              | 佐賀縣道297號鹽屋大曲線                                                 | 23.2               |        |                           | 佐賀縣        | 伊萬里市          |        |
|                                                                             | 伊萬里東府招IC         |                |              | 國道202號                                                               | 28.5               |        |                           | 佐賀縣        | 伊萬里市          |        |
| -                                                                           | 伊萬里中IC             |                |              |                                                                         |                    |        | 興建中                    | 佐賀縣        | 伊萬里市          |        |
| -                                                                           | 伊萬里西IC             |                |              | 國道204號                                                               |                    |        | 興建中                    | 佐賀縣        | 伊萬里市          |        |
| -                                                                           | 楠久IC                 |                | /            | 佐賀縣道·長崎縣道5號伊萬里松浦線                                        |                    |        | 興建中                    | 佐賀縣        | 伊萬里市          |        |
|                                                                             | 山代久原IC             |                |              | 國道204號                                                               | 0.0                |        |                           | 佐賀縣        | 伊萬里市          |        |
|                                                                             | 今福IC                 |                |              | 國道204號                                                               | 5.5                |        |                           | 長崎縣        | 松浦市            |        |
|                                                                             | 調川IC                 |                |              |                                                                         | 8.1                |        | 只限福岡方向出入口        | 長崎縣        | 松浦市            |        |
|                                                                             | 松浦IC                 |                |              | 國道204號（松浦繞道）                                                   | 10.3               |        |                           | 長崎縣        | 松浦市            |        |
| -                                                                           | 平戶IC                 |                |              |                                                                         |                    |        | 興建中                    | 長崎縣        | 佐世保市          |        |
| -                                                                           | 江迎鹿町IC             |                |              |                                                                         |                    |        | 興建中                    | 長崎縣        | 佐世保市          |        |
| 8                                                                           | 佐佐IC                 |                |              | 佐佐町道中央海岸線（都市計劃道路）                                      | 38.9               |        |                           | 長崎縣        | 北松浦郡 佐佐町   |        |
| 7                                                                           | 相浦中里IC             |                |              | 長崎縣道11號佐世保日野松浦線                                            | 34.9               |        | 與道之驛佐世保Kusu 99鄰接 | 長崎縣        | 佐世保市          |        |
| 6                                                                           | 佐世保中央IC           |                |              | 長崎縣道11號佐世保日野松浦線 長崎縣道26號佐世保港線                     | 29.9               |        |                           | 長崎縣        | 佐世保市          |        |
| 5                                                                           | 佐世保港IC             |                |              | 長崎縣道11號佐世保日野松浦線                                            | 27.0               |        | 只限武雄方向出入口        | 長崎縣        | 佐世保市          |        |
| 4                                                                           | 佐世保大塔IC/TB        |                |              | 國道205號（針尾繞道）                                                   | 22.1               |        |                           | 長崎縣        | 佐世保市          |        |
| 3                                                                           | 佐世保三川內IC/TB      |                |              | 國道35號                                                                | 14.8               |        |                           | 長崎縣        | 佐世保市          |        |
| 2                                                                           | 波佐見有田IC           |                |              | 長崎縣道·佐賀縣道4號川棚有田線                                          | 10.1               | ○      |                           | 長崎縣        | 東彼杵郡 波佐見町 |        |
| 1                                                                           | 武雄南IC/TB            |                |              | 國道34號                                                                | 0.0                |        | 只限佐世保方向出入口      | 佐賀縣 武雄市 | 佐賀縣 武雄市     |        |
| 6                                                                           | 武雄JCT                |                |              | E34 長崎自動車道                                                        | 0.7                |        |                           | 佐賀縣 武雄市 | 佐賀縣 武雄市     |        |

## 歷史
- 1983年4月1日 : 當面活用區間之二丈濱玉道路通車。
- 1988年3月24日 : 佐世保大塔交流道 - 波佐見有田交流道間通車。
- 1988年度 : 唐津道路事業化。
- 1989年11月30日 : 波佐見有田交流道 - 武雄南交流道間通車。
- 1990年1月26日 : 武雄南交流道 - 武雄系統交流道間通車，與長崎自動車道連接。
- 1992年2月 : 唐津道路都市計畫決定。
- 1992年度 : 唐津道路用地徵收開始。
- 1993年3月26日 : 周船寺交流道 - 東交叉點間通車。
- 1995年度 : 唐津道路開工。伊萬里道路事業化。
- 1997年度 : 伊萬里松浦道路事業化。
- 1998年4月17日 : 佐世保港交流道 - 佐世保大塔交流道間通車。
- 1998年9月26日 : 拾六町交流道 - 周船寺交流道間通車。
- 2001年10月13日 : 福重系統交流道 - 拾六町交流道通車，與福岡高速1號線連接。
- 2003年11月 : 福重系統交流道 - 前原交流道間4車道化。
- 2005年6月14日 : 伊萬里松浦道路 長崎縣區間 (7.1 公里) 都市計畫決定。
- 2005年9月16日 : 伊萬里松浦道路 佐賀縣區間 (10.1 公里) 都市計畫決定。
- 2005年12月18日 : 濱玉交流道 - 唐津交流道間通車。
- 2006年12月25日 : 伊萬里道路都市計畫決定。
- 2009年12月12日 : 二丈鹿家交流道 - 濱玉交流道間通車。
- 2010年3月12日 : 22時起廢除佐世保港交流道出入口的收費站，改移轉至佐世保大塔交流道併設的收費站。
- 2010年3月20日 : 相浦中里交流道 - 佐世保港交流道間通車。
- 2010年6月28日 : 佐世保道路與武雄佐世保道路實施高速公路免費化社會實驗。
- 2011年2月26日 : 與福岡都市高速5號線連接。
- 2011年6月19日 : 本日起佐世保道路、武雄佐世保道路的免費化社會實驗暫時凍結。
- 2011年9月13日 : 佐佐交流道 - 相浦中里交流道間通車。
- 2012年3月24日 : 唐津交流道 - 唐津千千賀山田交流道間通車。
- 2013年3月23日 : 唐津千千賀山田交流道 - 北波多交流道間通車[9][10]。
- 2013年4月1日 : 當面活用區間「二丈濱玉道路」自此免費開放。
- 2013年7月30日 : 松浦 - 佐佐間都市計畫決定。
- 2015年2月1日 : 北波多交流道 - 南波多谷口交流道間通車。
- 2015年3月14日 : 山代久原交流道 - 今福交流道間通車[11]。
- 2017年3月24日 : 預計2017年度啟用的（暫稱）伊萬里東交流道之名稱正式確定為「伊萬里東府招交流道」[12]。
- 2017年6月16日 : 預計2017年度啟用，暫稱調川交流道以及預計在2018年度啟用，暫稱松浦交流道的兩座交流道分別確定其正式名稱[13]。

### 通車預定年度
- 絲島市東 - 絲島市二丈福井 : 未定
- 絲島市二丈福井 - 二丈鹿家交流道 : 未定
- 濱玉交流道- 唐津交流道間的服務區[14]: 未定
- 南波多谷口交流道 - 伊萬里東府招交流道 : 2017年度[12][15]
- 伊万里東府招交流道 - 山代久原交流道 : 未定
- 今福交流道 - 調川交流道 : 2017年度[15]
- 調川交流道 - 松浦交流道 : 2018年度[15]
- 松浦交流道 - 佐佐交流道 : 未定

## 各事業區間

### 今宿道路（快速道路部）
- 起點: 福岡縣福岡市西區拾六町（福重系統交流道）
- 終點: 福岡縣糸島市二丈福井
- 總長: 23.3 公里
- 規格: 第1種第3級（福重系統交流道 - 周船寺交流道）、第1種第2級（周船寺交流道 - 福岡縣糸島市二丈福井）
- 設計速度: 100 km/h
- 標準道路幅員: 19.75 公尺 - 23.5 公尺（僅快速道路部）
- 車道幅員: 3.5 公尺
- 車道數: 4車道

### 二丈濱玉道路（當面活用區間）
福岡縣絲島市二丈福井 - 二丈鹿家交流道間，約6公里。
二丈濱玉道路為一般道路，在西九州自動車道（糸島市二丈福井 - 二丈鹿家交流道間）目前定位為當面活用區間。

### 唐津道路
連接福岡縣糸島市與佐賀縣唐津市的快速道路。
- 起點: 福岡縣糸島市二丈鹿家（二丈鹿家交流道）
- 終點: 佐賀縣唐津市原（唐津交流道）
- 總長: 10.4 公里
- 規格: 第1種第2級
- 設計速度: 100 km/h（暫定通車時的速限為 60km/h）　※濱玉交流道以西的速限為70 km/h
- 道路幅員
  - 一般部: 暫定11.25公尺（完成 23.5 公尺）
  - 橋梁部: 暫定9.5 公尺（完成 22.0 公尺）
- 車道幅員: 3.5 公尺
- 車道數: 4車道（暫定2車道）

### 唐津伊萬里道路
從佐賀縣唐津市至佐賀縣伊萬里市，整備中的快速道路。
- 起點: 佐賀縣唐津市原（唐津交流道）
- 終點: 佐賀県伊万里市南波多町府招（伊万里東府招交流道）
- 總長: 18.1 公里
- 規格 : 第1種第3級
- 設計速度 : 80 km/h（暫定通車時的速限為 70 km/h）
- 道路幅員
  - 一般部: 20.5 公尺
  - 橋梁部（長大橋）: 19.5 公尺
- 車道幅員: 3.5 公尺[16]
- 車道數: 4車道（暫定2車道）

南波多谷口交流道～伊萬里東府招交流道間預計在2017年度啟用。

### 伊萬里道路
佐賀縣伊萬里市目前事業中的快速道路。
- 起點: 佐賀縣伊萬里市南波多町府招（伊萬里東府招交流道）
- 終點: 佐賀縣伊萬里市東山代町長濱（伊萬里西交流道）
- 總長: 6.6 公里
- 規格: 第1種第3級
- 設計速度: 80 km/h
- 道路幅員
  - 一般部: 20.5 公尺
  - 橋梁部: 19.5 公尺
- 車線幅員: 3.5 公尺
- 車道數: 4車道

### 伊萬里松浦道路
從佐賀縣伊萬里市至長崎縣松浦市，整備中的快速道路。
- 起點: 佐賀縣伊万里市東山代町長濱（伊萬里西交流道）
- 終點: 長崎縣松浦市志佐町（松浦交流道）
- 總長: 17.2 公里
- 規格: 第1種第3級
- 設計速度: 80 km/h
- 道路幅員: 12.0 公尺
- 車道幅員: 3.5公尺
- 車道數: 2車道[18]

山代久原交流道至今福交流道間的路段已於2015年3月14日啟用。

### 松浦佐佐道路
從長崎縣松浦市至長崎縣北松浦郡佐佐町的快速道路。
- 起點: 長崎縣松浦市志佐町浦免（松浦交流道）
- 終點: 長崎縣北松浦郡佐佐町沖田免（佐佐交流道）
- 總長: 19.1 公里
- 規格: 第1種第3級
- 設計速度: 80 km/h
- 道路幅員: 12.0 公尺
- 車線幅員: 3.5 公尺
- 車道數: 2車道

### 佐佐佐世保道路
從長崎縣北松浦郡佐佐町至長崎縣佐世保市的快速道路。
- 起點: 長崎縣北松浦郡佐佐町沖田免（佐佐交流道）
- 終點: 長崎縣佐世保市矢岳町（佐世保中央交流道）
- 總長: 9.0 公里
- 規格: 第1種第3級
- 設計速度: 80 km/h
- 道路幅員: 20.5 公尺
- 車線幅員: 3.5 公尺
- 車道數: 4車道

當初計畫的道路幅員為23.0 公尺，設計速度100 km/h，但現已變更為上面表列之數據。
相浦中里交流道 - 佐世保中央交流道間（5.0 公里）在2010年3月20日通車。佐佐交流道- 相浦中里交流道間在2011年9月13日啟用且全線通車。2011年時為暫定2車道，道路中央設置了車道分離用的防撞反光桿。免費，速限為70 km/h。

### 佐世保道路
通過長崎縣佐世保市内的快速道路。由西日本高速公路所管理之全國路線網的一般收費道路。
- 起點: 長崎県佐世保市矢岳町（佐世保中央交流道）
- 終點: 長崎県佐世保市大塔町（佐世保大塔交流道）
- 總長: 8.3 km
- 規格: 第1種第3級
- 設計速度: 80 km/h（速限為70 km/h）
- 車線幅員: 3.5 公尺
- 車道數: 計畫4車道（暫定2車道）

2010年3月20日全線通車。2010年時為暫定2車道，道路中央設置了車道分離用的防撞反光桿。

### 武雄佐世保道路
連接佐賀縣武雄市與長崎縣佐世保市的快速道路。由西日本高速公路所管理之全國路線網的一般收費道路。
- 起点: 佐賀縣武雄市東川登町大字袴野（武雄南交流道）
- 終点: 長崎縣佐世保市大塔町（佐世保大塔交流道）
- 總長: 22.1 km
- 規格: 第1種第3級
- 設計速度: 80 km/h（速限為70 km/h。但是佐世保大塔交流道 - 佐世保三川内交流道間的4車道路段除外）
- 道路幅員: 20.5 m
- 車道數: 4車道（暫定2車道）

### 九州橫斷自動車道長崎大分線
武雄系統交流道 - 武雄南交流道間
- 這個路段並非西九州自動車道（國道497號）的一部份，而是以九州橫斷自動車道長崎大分線（高速自動車國道、長崎自動車道）名義整備。[19]
- 武雄南交流道未設置往武雄系統交流道方向的出入口，因此無法利用這個路段。

## 路線狀況

### 道路管理者
- 福岡縣道路公社
  - 福岡前原收費道路
- 國土交通省九州地方整備局
  - 佐賀國道事務所（唐津道路、唐津伊萬里道路全線）
  - 長崎河川國道事務所（佐佐佐世保道路全線）
- NEXCO西日本 九州支社
  - 佐賀高速公路事務所（佐世保道路、武雄佐世保道路全線）

### 交通量
※從武雄系統交流道往福重系統交流道方向記述
24小時交通量（台）　道路交通調查
| 区間                                  | 平成17（2005）年度 | 平成22（2010）年度 | 平成27（2015）年度 |
| ------------------------------------- | ------------------ | ------------------ | ------------------ |
| 武雄南交流道 - 波佐見有田交流道       | 7,245              | 12,930             | 9,200              |
| 波佐見有田交流道 - 佐世保三川内交流道 | 6,580              | 14,189             | 9,018              |
| 佐世保三川内交流道 - 佐世保大塔交流道 | 6,614              | 17,320             | 9,909              |
| 佐世保大塔交流道 - 佐世保港交流道     | 16,925             | 38,119             | 28,257             |
| 佐世保港交流道 - 佐世保中央交流道     | 調査當時尚未通車   | 23,970             | 19,625             |
| 佐世保中央交流道 - 相浦中里交流道     | 調査當時尚未通車   | 20,134             | 29,330             |
| 相浦中里交流道 - 佐佐交流道           | 調査當時尚未通車   | 調査當時尚未通車   | 19,716             |
| 今福交流道 - 山代久原交流道           | 調査當時尚未通車   | 調査當時尚未通車   | 5,135              |
| 南波多谷口交流道 - 北波多交流道       | 調査當時尚未通車   | 調査當時尚未通車   | 8,308              |
| 北波多交流道 - 唐津千千賀山田交流道   | 調査當時尚未通車   | 調査當時尚未通車   | 9,523              |
| 唐津千千賀山田交流道 - 唐津交流道     | 調査當時尚未通車   | 調査當時尚未通車   | 8,848              |
| 唐津交流道 - 濱玉交流道               | 調査當時尚未通車   | 8,056              | 10,857             |
| 濱玉交流道 - 二丈鹿家交流道           | 調査當時尚未通車   | 18,843             | 9,982              |
| 東交叉点 - 前原交流道                 | 17,578             | 14,610             | 19,447             |
| 前原交流道 - 周船寺交流道             | 17,578             | 14,610             | 19,447             |
| 周船寺交流道 - 今宿交流道             | 17,578             | 14,773             | 18,740             |
| 今宿交流道 - 拾六町交流道             | 17,578             | 14,773             | 18,740             |
| 拾六町交流道 - 福重系統交流道         | 17,578             | 14,773             | 18,740             |

（來源：「平成22年度道路交通調查（页面存档备份，存于）」、「平成27年度全国道路・街路交通情勢調査（页面存档备份，存于）」（自国土交通省網頁摘取資料作成）

## 地理

### 通過自治體
- 福岡縣
  - 福岡市（西區） - 糸島市
- 佐賀県
  - 唐津市 - 伊萬里市
- 長崎縣
  - 松浦市 - 佐世保市 - 北松浦郡佐佐町 - 佐世保市 - 東彼杵郡波佐見町
- 佐賀縣
  - 武雄市

### 連接高速公路
- 福岡高速環狀線（於福重系統交流道連接）
- E34 長崎自動車道（於武雄系統交流道連接）

### 備註
1. 1 2 3 4 5 6  統計至2015年4月1日

### 來源
1. ↑  .   [2017-05-15]. （原始内容存档于2017-05-17）.
2. 1 2 3 4 5 6   (PDF). 道路統計年報2016. 国土交通省道路局: 28.   [2017-05-06]. （原始内容存档 (PDF)于2017-03-24）.
3. ↑  . 国土交通省九州地方整備局 福岡国道事務所.   [2021-11-19]. （原始内容存档于2023-06-03）.
4. ↑   (PDF). 国土交通省九州地方整備局. 2019-11-08  [2021-12-06]. （原始内容 (PDF)存档于2022-03-28）.
5. ↑  . 国土交通省九州地方整備局 佐賀国道事務所.   [2021-11-19]. （原始内容存档于2023-05-28）.
6. ↑  . 国土交通省九州地方整備局 佐賀国道事務所.   [2021-11-19]. （原始内容存档于2023-01-02）.
7. ↑  . 西日本新聞me.   [2021-07-03]. （原始内容存档于2023-01-02） （日语）.
8. ↑  . 国土交通省九州地方整備局 長崎河川国道事務所.   [2021-11-19]. （原始内容存档于2023-05-29）.
9. ↑  , 官報 号外第57号, 2013年3月22日, 号外第57号: 25
10. ↑   (新闻稿). 国土交通省九州地方整備局佐賀国道事務所. 2013-02-15.
11. 1 2  . 国土交通省長崎河川国道事務所. 2015-01-30  [2015-01-30]. （原始内容存档于2015-02-19）.
12. 1 2   (PDF). 国土交通省九州地方整備局 佐賀国道事務所. 2017-03-24  [2017-03-28]. （原始内容存档 (PDF)于2017-03-28）.
13. ↑   (PDF). 国土交通省九州地方整備局 長崎河川国道事務所. 2017-06-16  [2017-06-18]. （原始内容存档 (PDF)于2017-08-20）.
14. ↑  浜玉に西九州道SAを　唐津市、国に要望 （页面存档备份，存于）（佐賀新聞 2016年03月25日）
15. 1 2 3  平成25年度予算を踏まえた道路事業の開通見通しについてPDF（国土交通省 九州地方整備局、2013年6月14日 閲覧）
16. ↑  一般国道497号（西九州自動車道）唐津伊萬里道路PDF（九州地方整備局2006年9月29日付資料、2013年8月12日閲覧）
17. ↑  千千賀山田 ― 北波多23日通車　西九州道[永久]　YOMIURI ONLINE 2013年3月21日
18. ↑  一般国道497号（西九州自動車道）伊萬里松浦道路PDF（九州地方整備局2006年9月29日付資料、2013年8月12日閲覧）
19. ↑   (PDF). 日本高速道路保有・債務返済機構.   [2015-02-15]. （原始内容存档 (PDF)于2015-02-15）.

## 相關項目
- 高規格幹線道路
  - 國土交通大臣指定高規格幹線道路（一般國道快速道路）
- 九州地方道路列表
- 筑肥線、松浦鐵道西九州線、佐世保線
- 厦门市佐世保路

## 外部連結
- 福岡縣道路公社（页面存档备份，存于）
- 國土交通省 九州地方整備局（页面存档备份，存于）
  - 福岡國道事務所（页面存档备份，存于）
  - 佐賀國道事務所（页面存档备份，存于）
  - 長崎河川國道事務所（页面存档备份，存于）
- 獨立行政法人 日本高速道路保有債、務返還機構（页面存档备份，存于）
- 西日本高速道路株式會社（页面存档备份，存于）

Template:西九州自動車道